# Charadrius modestus
Il corriere modesto (Charadrius modestus, Lichtenstein 1823) è un uccello della famiglia dei Charadriidae.

## Sistematica
Charadrius modestus non ha sottospecie, è monotipico.

## Distribuzione e habitat
Questo uccello nidifica in Argentina, Cile e Isole Falkland. Sverna a nord fino all'Uruguay e al Brasile meridionale. È di passo in Perù, sulle isole Tristan da Cunha e nella Georgia del Sud.